# Купша, Альберт
Альберт Купша (13 марта 1926 — 14 февраля 1942) — советский пионер-герой.

## Биография

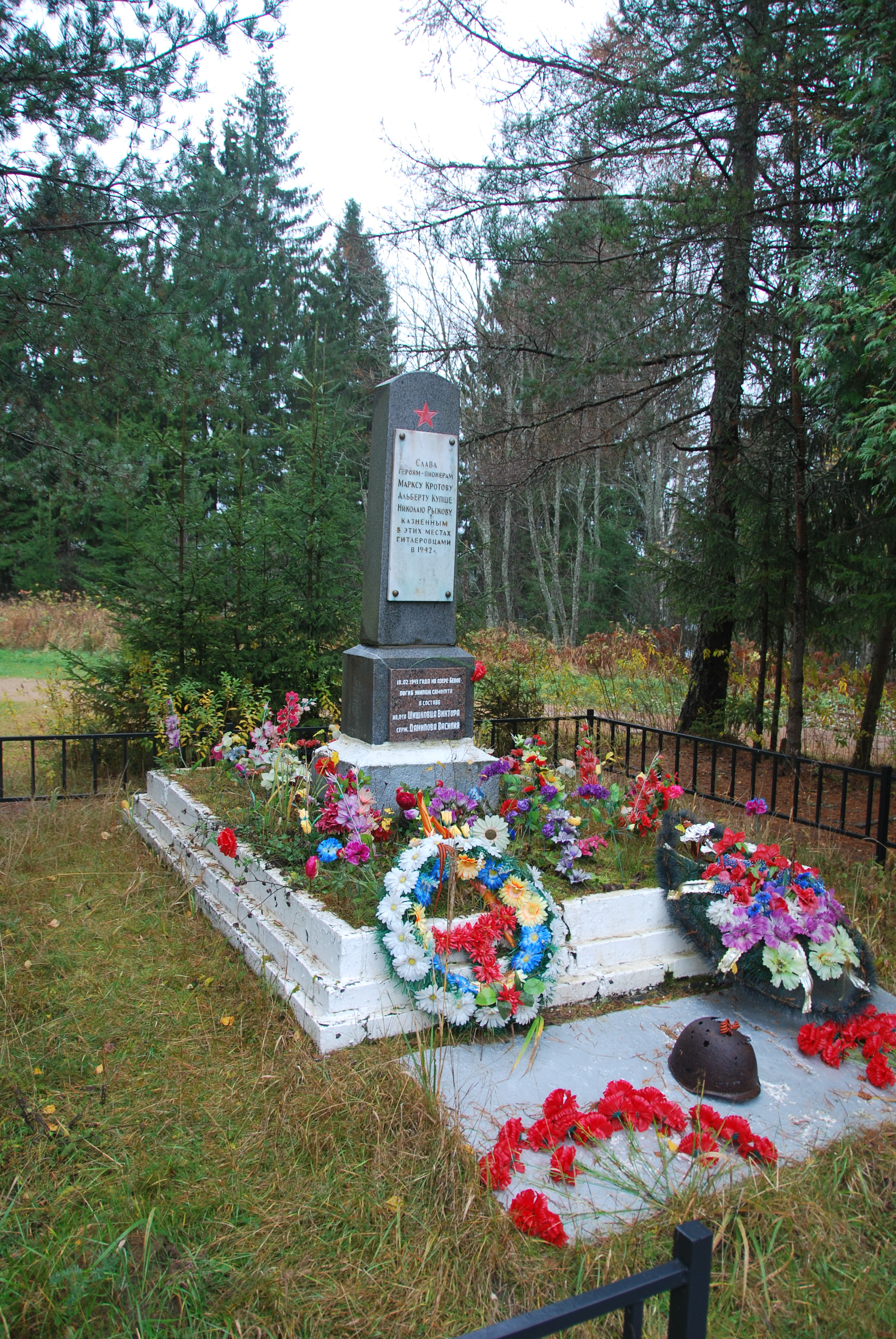
Памятник у Белого озера

Родился в латышской семье. Вместе с другими своими друзьями — Марксом Кротовым и Николаем Рыжовым — жил в деревне Смёрдыня Тосненского района Ленинградской области. В годы Великой Отечественной войны активно помогал партизанскому движению в Тосненском районе. Известен случай, что эти ребята навели на немецкий аэродром советскую авиацию. Также Альберт помогал в поиске продуктов и вооружения для партизанского отряда.
В 1942 году А. Купша, М. Кротов и Н. Рыжов были схвачены немцами по наводке провокатора. После допросов и пыток были казнены в феврале 1942 года в районе озера Белое у деревни Костуя Тосненского района. В настоящее время у озера Белое установлен памятник пионерам-героям.